# Alan Pulido
Alan Pulido Izaguirre (Ciudad Victoria, 8 marzo 1991) è un calciatore messicano, attaccante del Guadalajara.

## Carriera

### Club
Cresciuto nelle giovanili del Tigres, nel 2009 esordisce in prima squadra, in un match di SuperLiga contro il Chivas USA. L'esordio in campionato avviene il 27 febbraio 2010, contro il Morelia.
Nel febbraio 2015, dopo alcuni problemi contrattuali col Tigres che gli hanno impedito di giocare la prima parte di stagione, firma un contratto con il Levadiakos, formazione militante nella massima serie greca. Termina la stagione con sei presenze e un gol.
Il 3 luglio 2015 viene acquistato dall'Olympiakos. Nel corso della stagione trova poco spazio in squadra, giocando solo otto partite di campionato, segnando cinque.
Il 30 agosto 2016 ritorna in patria, firmando per il Guadalajara.

### Nazionale
Nel 2011 viene convocato nell'Under-20 per prendere parte al campionato mondiale di categoria, terminato con un terzo posto. L'anno successivo vince il Torneo di Tolone, segnando un gol nella finale.
Il 23 gennaio 2014 viene convocato in nazionale maggiore dal CT Miguel Herrera. Esordisce in nazionale il 29 gennaio 2014, in un'amichevole contro la Corea del Sud, mettendo a segno una tripletta.
Il 2 giugno 2014 viene incluso nella lista dei convocati per il Mondiale 2014 in Brasile. Non gioca in nessuna partita del torneo.

## Statistiche

### Cronologia presenze e reti in nazionale
| Cronologia completa delle presenze e delle reti in nazionale ― Messico | Cronologia completa delle presenze e delle reti in nazionale ― Messico | Cronologia completa delle presenze e delle reti in nazionale ― Messico | Cronologia completa delle presenze e delle reti in nazionale ― Messico | Cronologia completa delle presenze e delle reti in nazionale ― Messico | Cronologia completa delle presenze e delle reti in nazionale ― Messico | Cronologia completa delle presenze e delle reti in nazionale ― Messico | Cronologia completa delle presenze e delle reti in nazionale ― Messico |
| Data                                                                   | Città                                                                  | In casa                                                                | Risultato                                                              | Ospiti                                                                 | Competizione                                                           | Reti                                                                   | Note                                                                   |
| ---------------------------------------------------------------------- | ---------------------------------------------------------------------- | ---------------------------------------------------------------------- | ---------------------------------------------------------------------- | ---------------------------------------------------------------------- | ---------------------------------------------------------------------- | ---------------------------------------------------------------------- | ---------------------------------------------------------------------- |
| 29-1-2014                                                              | San Antonio                                                            | Messico                                                                | 4 – 0                                                                  | Corea del Sud                                                          | Amichevole                                                             | 3                                                                      |                                                                        |
| 5-3-2014                                                               | Atlanta                                                                | Messico                                                                | 0 – 0                                                                  | Nigeria                                                                | Amichevole                                                             | -                                                                      | 46’                                                                    |
| 2-4-2014                                                               | Glendale                                                               | Stati Uniti                                                            | 2 – 2                                                                  | Messico                                                                | Amichevole                                                             | 1                                                                      |                                                                        |
| 28-5-2014                                                              | Città del Messico                                                      | Messico                                                                | 3 – 0                                                                  | Israele                                                                | Amichevole                                                             | -                                                                      | 72’                                                                    |
| 28-5-2014                                                              | Chicago                                                                | Messico                                                                | 0 – 1                                                                  | Bosnia ed Erzegovina                                                   | Amichevole                                                             | -                                                                      | 58’                                                                    |
| 6-6-2014                                                               | Foxborough                                                             | Messico                                                                | 0 – 1                                                                  | Portogallo                                                             | Amichevole                                                             | -                                                                      | 78’                                                                    |
| 9-10-2016                                                              | Nashville                                                              | Messico                                                                | 2 – 1                                                                  | Nuova Zelanda                                                          | Amichevole                                                             | -                                                                      | 66’                                                                    |
| 8-2-2017                                                               | Whitney                                                                | Messico                                                                | 1 – 0                                                                  | Islanda                                                                | Amichevole                                                             | 1                                                                      | 77’                                                                    |
| 2-7-2017                                                               | Seattle                                                                | Messico                                                                | 2 – 1                                                                  | Paraguay                                                               | Amichevole                                                             | -                                                                      | 61’                                                                    |
| 7-9-2018                                                               | Los Angeles                                                            | Messico                                                                | 1 – 4                                                                  | Uruguay                                                                | Amichevole                                                             | -                                                                      | 46’                                                                    |
| 12-9-2018                                                              | Nashville                                                              | Stati Uniti                                                            | 1 – 0                                                                  | Messico                                                                | Amichevole                                                             | -                                                                      | 74’                                                                    |
| 16-11-2018                                                             | Córdoba                                                                | Argentina                                                              | 2 – 0                                                                  | Messico                                                                | Amichevole                                                             | -                                                                      | 46’                                                                    |
| 21-11-2018                                                             | Mendoza                                                                | Argentina                                                              | 2 – 0                                                                  | Messico                                                                | Amichevole                                                             | -                                                                      | 82’                                                                    |
| 13-10-2020                                                             | L'Aia                                                                  | Algeria                                                                | 2 – 2                                                                  | Messico                                                                | Amichevole                                                             | 1                                                                      | 73’                                                                    |
| 3-6-2021                                                               | Denver                                                                 | Messico                                                                | 0 – 0 dts (5 – 4 dtr)                                                  | Costa Rica                                                             | CONCACAF Nations League 2019-2020 - Semifinale                         | -                                                                      | 58’                                                                    |
| 12-6-2021                                                              | Atlanta                                                                | Messico                                                                | 0 – 0                                                                  | Honduras                                                               | Amichevole                                                             | -                                                                      |                                                                        |
| 14-7-2021                                                              | Dallas                                                                 | Guatemala                                                              | 0 – 3                                                                  | Messico                                                                | Gold Cup 2021 - 1º turno                                               | -                                                                      | 68’                                                                    |
| 18-7-2021                                                              | Dallas                                                                 | Messico                                                                | 1 – 0                                                                  | El Salvador                                                            | Gold Cup 2021 - 1º turno                                               | -                                                                      | 66’                                                                    |
| 24-7-2021                                                              | Glendale                                                               | Messico                                                                | 3 – 0                                                                  | Honduras                                                               | Gold Cup 2021 - Quarti di finale                                       | -                                                                      | 85’                                                                    |
| 1-8-2021                                                               | Paradise                                                               | Stati Uniti                                                            | 1 – 0                                                                  | Messico                                                                | Gold Cup 2021 - Finale                                                 | -                                                                      | 105’                                                                   |
| Totale                                                                 |                                                                        | Presenze                                                               | 20                                                                     |                                                                        | Reti                                                                   | 6                                                                      |                                                                        |

## Palmarès

### Club

#### Competizioni nazionali
- Campionato messicano: 2

Tigres UANL: Apertura 2011
Chivas: Clausura 2017
- Copa México: 2

Tigres UANL: Clausura 2014
Guadalajara: Clausura 2017
- Campionato greco: 1

Olympiakos: 2015-2016

#### Competizioni internazionali
- SuperLiga nordamericana: 1

Tigres UANL: 2009
- CONCACAF Champions League: 1

Pachuca: 2018

### Nazionale
- Campionato nordamericano di calcio Under-20: 1

2011
- Torneo di Tolone: 1

2012